# Playboy: The Mansion
Playboy: The Mansion è un videogioco di simulazione e gestionale per console PlayStation 2, Microsoft Windows e Xbox, sviluppato da Cyberlore Studios, pubblicato da Groove Games e Arush Entertainment e concesso in licenza da Playboy Enterprises.